# Sainijaure
Sainijaure är en sjö i Gällivare kommun i Lappland och ingår i Kalixälvens huvudavrinningsområde. Sjön har en area på 0,229 kvadratkilometer och ligger 939,3 meter över havet. Sainijaure ligger i Sjaunja Natura 2000-område.

## Delavrinningsområde
Sainijaure ingår i det delavrinningsområde (751805-160132) som SMHI kallar för Mynnar i Padje-Kaitumjaure. Medelhöjden är 911 meter över havet och ytan är 44,5 kvadratkilometer. Räknas de 13 avrinningsområdena uppströms in blir den ackumulerade arean 167,6 kvadratkilometer. Kaitumjåkka som avvattnar avrinningsområdet har biflödesordning 2, vilket innebär att vattnet flödar genom totalt 2 vattendrag innan det når havet efter 424 kilometer. Avrinningsområdet består mestadels av kalfjäll (96 procent). Avrinningsområdet har 0,87 kvadratkilometer vattenytor vilket ger det en sjöprocent på 2 procent.